# Eriogonum duchesnense
Eriogonum duchesnense là một loài thực vật có hoa trong họ Rau răm. Loài này được Reveal mô tả khoa học đầu tiên năm 1967.